# Jarov (Žižkov)
Jarov je oblast pražského Žižkova v okolí ulice Na Jarově s kolonií rodinných domů, název je vztahován též na Sídliště Jarov a ke křižovatce ulic Hartigova, Českobrodská a Spojovací. Rozkládá se mezi východní částí ulice Hartigova a bývalou železniční spojkou z Malešic na Nákladové nádraží Žižkov. Západní hranicí je ulice V Zahrádkách, ve východním cípu je areál autoservisu (Auto Jarov). Za část Jarova je někdy považována i západně od něj postavená kolonie rodinných domů na Vackově.

## Historie
Název Jarov je původně jménem stavebního družstva, které zde postavilo ve 20. letech 20. století stejnojmennou kolonii rodinných domků s ulicemi V Zahrádkách a východně od ní Květinková, Na Jarově, Pod Lipami, Schöfflerova a V Jezerách. První domy byly postaveny roku 1914 – v červenci bylo hotovo 26 domků. Název „Jarov“ nese také Základní škola postavená zde do roku 1938. Kolonie a celé území na východ od ní náležela do roku 1949 k Praze XI-Hrdlořezy, okres Žižkov.

### Sídliště Jarov
V letech 1959–1963 vzniklo v oblasti též sídliště Jarov se 1740 byty na rozloze 22 hektarů podle návrhu J. Kvasničky z Pražského projektového ústavu. Součástí sídliště jsou zdejší studentské koleje Jarov Vysoké školy ekonomické. Jméno Jarov se vyskytuje též v názvu sboru Českobratrské církve evangelické či zdejší prodejny automobilů, nesla jej též zahrádkářská osada v oblasti dnešní prodejny Kaufland a obytného souboru Zelené město Jarov.